# George Graham (Fußballspieler)
George Graham (* 30. November 1944 in Bargeddie, Lanarkshire, Schottland) ist ein ehemaliger schottischer Fußballspieler und -trainer. Vor allem ist er für seine Engagements bei dem englischen Verein FC Arsenal bekannt, für den er sowohl als Spieler in den frühen 1970ern als auch als Trainer in den späten 1980ern und den frühen 1990er-Jahren Erfolge feiern konnte.

## Spielerlaufbahn
Trotz seiner schottischen Herkunft spielte George Graham fast ausnahmslos in England. Im Alter von 17 Jahren schloss er sich 1961 Aston Villa an, war drei Jahre für diesen Verein in Birmingham aktiv, kam aber letztlich nur auf acht Einsätze – einer davon bei der Finalniederlage des Klubs im Ligapokal gegen Birmingham City im Jahre 1963.
Für eine Ablösesumme in Höhe von 5.000 britischen Pfund verpflichtete der FC Chelsea Graham im Juli 1964. Dort schoss er fortan 35 Tore in 72 Meisterschaftsspielen und gewann 1965 den englischen Ligapokal. Es kam jedoch mit dem damaligen Trainer Tommy Docherty zu immer größeren Streitigkeiten, von denen neben Graham auch zahlreiche Mannschaftskameraden betroffen waren. Als Graham und sieben weitere Akteure des Vereins im Vorfeld eines Testspiels den ihnen auferlegten Zapfenstreich ignorierten, sprach der Trainer weitreichende Disziplinierungsmaßnahmen aus. Für 75.000 Pfund ließ der Verein Graham in Richtung des Londoner Rivalen FC Arsenal gehen, wobei im Gegenzug ein Jahr später – als Teil des Transfers – Tommy Baldwin von Arsenal zum FC Chelsea wechselte. Graham begann dort zunächst auf der Position des Mittelstürmers, wurde aber später etwas zurückhängend direkt hinter dem zentralen Angreifer eingesetzt. Im Jahre 1971 errang Graham beim FC Arsenal seinen größten Erfolg als aktiver Spieler, als er das Double aus englischem Pokal und Meisterschaft gewann. Als jedoch Alan Ball zum FC Arsenal stieß, wurde Graham aus der Stammformation verdrängt und schließlich im Dezember 1972 für 120.000 Pfund an Manchester United weiterverkauft.
Bei United verbrachte Graham zwei Jahre und war dort sogar Mannschaftskapitän, als der Klub den Gang in die zweitklassige Second Division antreten musste. Die letzten Vereinsstationen seiner Fußballerlaufbahn waren der FC Portsmouth und Crystal Palace. Im Sommer 1978 spielte er zudem in den Vereinigten Staaten für California Surf in der NASL.
Für die schottische Nationalmannschaft kam Graham im Zeitraum zwischen 1971 und 1973 auf insgesamt 12 Länderspiele.

## Trainerkarriere
Nach seinem Rücktritt als aktiver Spieler wechselte Graham ins Trainergeschäft und sammelte seine ersten Erfahrungen als Kotrainer bei Crystal Palace und den Queens Park Rangers. Am 6. Dezember 1982 verpflichtete ihn mit dem FC Millwall der damalige Tabellenletzte der drittklassigen Third Division als Cheftrainer. Mit Graham gelang noch der Klassenerhalt und im Jahre 1985 stieg die Mannschaft sogar in die zweitklassige Second Division auf. Daraufhin entschloss sich die Vereinsführung seines alten Vereins FC Arsenal am 14. Mai 1986 dazu, Graham künftig als ihren Trainer zu beschäftigen. Arsenal hatte zu diesem Zeitpunkt seit 1979 keinen bedeutenden Titel mehr gewonnen, was sich unter dem neuen Trainer deutlich zum Besseren wenden sollte. In der achtjährigen Amtszeit von Trainer Graham gewann die Mannschaft zwei englische Meisterschaften, zweimal den Ligapokal, einmalig den FA Cup und den Europapokal der Pokalsieger, war damit eines der besten Teams der späten 1980er- und frühen 1990er-Jahre, und Graham brachte dabei eine Reihe von überdurchschnittlich guten Spielern – wie beispielsweise David Seaman, Nigel Winterburn, Lee Dixon und Ian Wright – hervor. Die Graham-Ära war in ihrer Spätphase aber auch von zahlreichen Fehleinkäufen geprägt, worunter beispielhaft die Namen Eddie McGoldrick, Glenn Helder und Pål Lydersen zu nennen sind. Der zuletzt genannte Spieler war schließlich, neben vor allem John Jensen, der Anlass für Grahams Entlassung am 21. Februar 1995. Graham hatte illegal Schwarzgeld in Höhe von 425.000 britischen Pfund im Zusammenhang mit dem Kauf der beiden Spieler von dem norwegischen Spieleragenten Rene Hauge entgegengenommen, was neben der Entlassung eine einjährige Sperre Grahams von Seiten des englischen Fußballverbands FA zur Folge hatte.
Graham kehrte im September 1996 als Trainer von Leeds United zurück. Obwohl seine Mannschaft mit nur 28 Toren weniger Treffer als alle anderen Vereine in der Premier League erzielt hatte, gelang mit dem 13. Tabellenplatz der sichere Klassenerhalt. Nur ein Jahr später schloss das Team sogar auf dem fünften Platz ab und qualifizierte sich für den UEFA-Pokal.
Mit seinem Wechsel zu Tottenham Hotspur endete Grahams Amtszeit in Leeds im Oktober des Jahres 1998. Mit seinem neuen Verein feierte Graham auf Anhieb Erfolge und führte die Mannschaft nach einem Endspielsieg gegen Leicester City zum Gewinn des Ligapokals und der damit gleichbedeutenden UEFA-Pokal-Qualifikation. Da die Leistungen in der Meisterschaft aber im weiteren Verlauf seiner Beschäftigung nie über ein gewisses Mittelmaß hinausgingen, wurde Graham im März 2001 entlassen. Der konkrete Anlass dafür war jedoch, dass sich Graham mit dem neuen Vereinseigentümer Daniel Levy überworfen hatte. Obwohl Graham mit dem Ligapokal dem Verein den ersten Titelgewinn der letzten acht Jahre beschert hatte, war er angesichts seiner Vergangenheit beim erbitterten Lokalrivalen FC Arsenal bei einem großen Teil der Anhängerschaft nie richtig populär gewesen, was seine Stellung im Verein stets geschwächt hatte.
Nach seinem letzten Engagement in Tottenham hat Graham bis zum heutigen Tage kein weiteres Traineramt mehr angenommen. Zeitweilig arbeitet er als Fußballexperte für den britischen Sender Sky Sports.

## Erfolge

### Als Spieler
- Messepokalsieger: 1970
- Englischer Meister: 1971
- FA-Cup-Sieger: 1971
- Englischer Ligapokalsieger: 1965

### Als Trainer
- Europapokalsieger der Pokalsieger: 1994
- Englischer Meister: 1989, 1991
- FA-Cup-Sieger: 1993
- Englischer Ligapokalsieger: 1987, 1993, 1999
- Football-League-Trophy-Sieger: 1983